# Mokala-Nationalpark
Der Mokala-Nationalpark (englisch Mokala National Park) ist der jüngste Nationalpark Südafrikas und wurde im Juni 2007 eingeweiht. Er liegt etwa 75 Kilometer südwestlich von Kimberley in der Provinz Nordkap.
Mokala ist ein Wort aus dem Setswana (Bantusprache) und bedeutet Kameldorn-Baum. Diese Bäume prägen einen großen Teil seiner Landschaft.
Der Nationalpark befindet sich dort, wo die Kalahariwüste in die Karoowüste übergeht. Der Süden ist von den für die Karoo typischen Dolerithügeln geprägt. Zwischen den Hügeln gibt es weite Savannen und Buschlandschaft. Im Norden hingegen dominiert die Kalahari.
Der zunächst etwa 19.000 Hektar große Park entstand als Ersatz für den rund 100 Kilometer nördlich liegenden Vaalbos-Nationalpark, der geschlossen wurde. Er wurde durch Zukäufe auf 27.500 ha erweitert und reicht heute bis an den Riet-Fluss im Norden. Für Besucher gibt es innerhalb des Nationalparks Unterkünfte, von einfachen Campingplätzen bis zu luxuriösen Lodges.

## Fauna

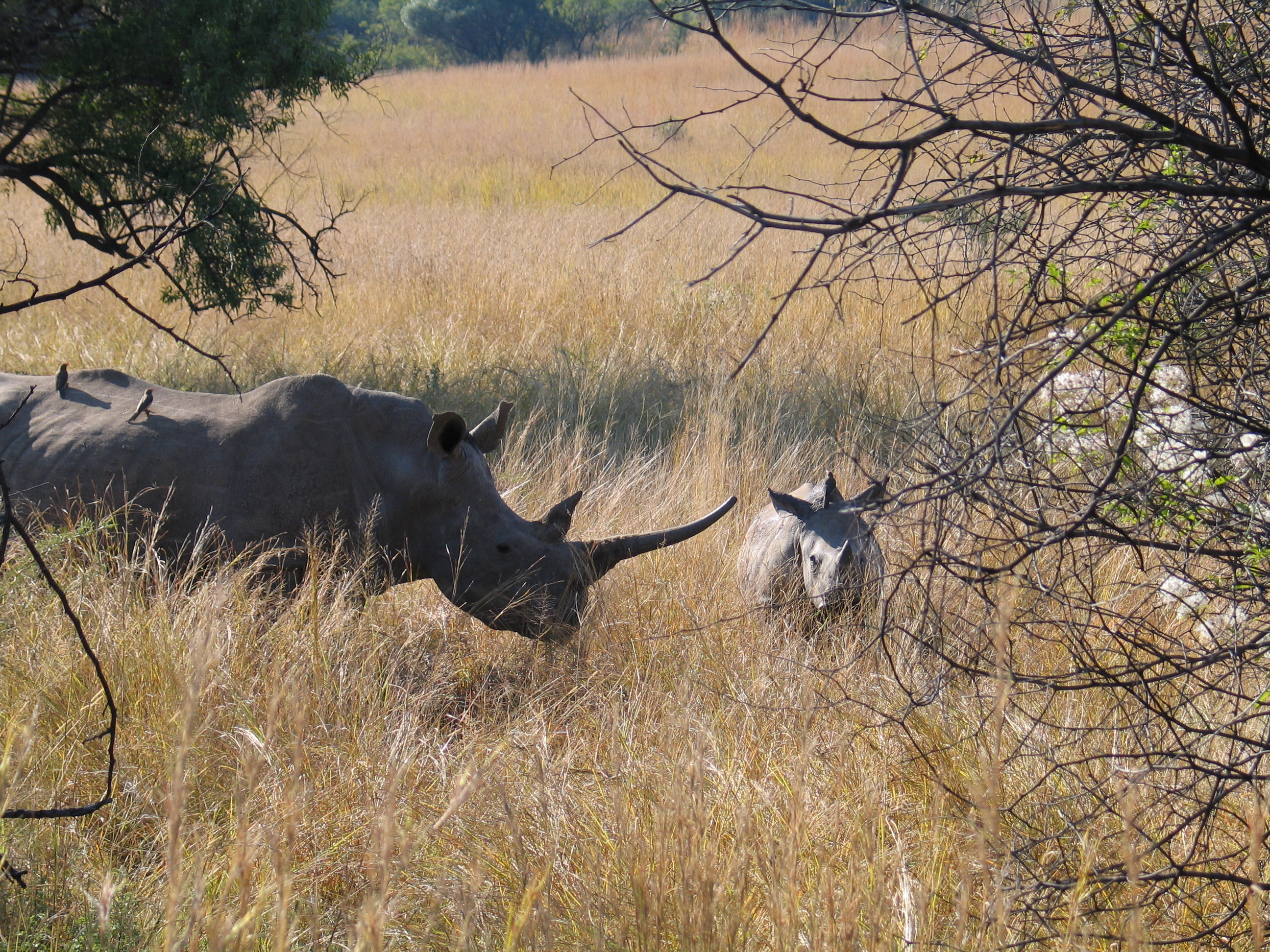
Breitmaulnashorn mit Nachwuchs

Neben Pferdeantilope, Rappenantilope, Streifengnu, Weißschwanzgnu, Afrikanischer Büffel, Giraffen, Elenantilope, Großer Kudu, Oryx, Blessbock, Steppenzebra, Impala, Kuhantilope, Springbock und Leierantilope finden auch Breit- und Spitzmaulnashorn im Nationalpark einen Lebensraum. Der Mokala-Nationalpark ist Refugium und Nachzucht-Gebiet für Boviden-TBC-freie Afrikanische Büffel. Auch Karakal, Erdferkel, Stachelschwein, Kapfuchs, Erdwolf und Löffelhund sind im Mokala-Nationalpark zu Hause.
In dem Feuchtgebiet nahe der Mündung des Vaal- in den Orange-River haben sich seltene Vogelarten angesiedelt.